# Plaza de toros de San Roque
La plaza de toros de San Roque (Provincia de Cádiz, España) constituye un notable ejemplo del auge de la tauromaquia en el siglo XIX. Construida en 1853, es la plaza de toros más antigua de la provincia. Anteriormente a su construcción, los festejos taurinos tenían lugar en la Plaza de Armas.
El encierro del Toro del Aguardiente, último evento de la Feria Real de San Roque, parte desde esta barriada con destino a la Plaza de toros de San Roque. Era conocido anteriormente como el "Toro de la soga", pues el animal se lanzaba cuesta abajo por las laderas del cerro y se le ataba con unas cuerdas para que no se desviara de la ruta. En la actualidad el encierro se recorre cuesta arriba y está delimitado por vallas. Después de que la multitud recibe al animal en la plaza de toros, se sueltan a dos vaquillas. En este encierro está prohibido maltratar o vejar a las reses.